# Olibrus rubiginosus
Olibrus rubiginosus là một loài bọ cánh cứng trong họ Phalacridae. Loài này được Sharp miêu tả khoa học năm 1888.